# Corozal South East
Corozal South East – jednomandatowy okręg wyborczy w wyborach do Izby Reprezentantów, niższej izby parlamentu Belize. Obecnym reprezentantem tego okręgu jest polityk Zjednoczonej Partii Ludowej Florencio Marin Jr.
Okręg Corozal South East znajduje się dystrykcie Corozal w północno-wschodniej części kraju.
Utworzony został w roku: 1984.

## Posłowie
| Rok   | Poseł               |  | Partia |
| ----- | ------------------- |  | ------ |
| 1984  | Florencio Marin Sr. |  | PUP    |
| 1989  | Florencio Marin Sr. |  | PUP    |
| 1993  | Florencio Marin Sr. |  | PUP    |
| 1998  | Florencio Marin Sr. |  | PUP    |
| 2003  | Florencio Marin Sr. |  | PUP    |
| 2008. | Florencio Marin Jr. |  | PUP    |
| 2012  | Florencio Marin Jr. |  | PUP    |